# جورج ماكبرايد
جورج ماكبرايد (بالإنجليزية: George McBride)‏ هو لاعب كرة قاعدة أمريكي، ولد في 20 نوفمبر 1880 في ميلواكي في الولايات المتحدة، وتوفي بنفس المكان في 2 يوليو 1973.

## وصلات خارجية
- جورج ماكبرايد على موقعبيزبول رفرنس.كوم (الدوري الرئيسي) (الإنجليزية)
- جورج ماكبرايد على موقعبيزبول رفرنس.كوم (الدوري الثانوي) (الإنجليزية)